# 逸度
逸度（英语：Fugacity）在化学热力学中表示实际气体的有效压力，用 {\displaystyle f} 表示。它等于相同条件下具有相同化学势的理想气体的压强。在与化学势有关的描述理想气体性质的热力学式子中用逸度代替活度，即可得到相应的描述实际气体性质的关系式。例如 0°C 下 100个大气压的氮气的逸度为 97.03 个大气压，这意味着它与 97.03 个大气压下的氮气理想气体有着相同的化学势。逸度可以通过实验测定，也可以用范德华气体模型估算。逸度与压强的比值称为逸度系数{\displaystyle \phi \,}，它是无量纲量。如下式所示。
例如，100个大气压下氮气的逸度系数为0.9703，理想气体的逸度系数为1。

## 用化学势定义逸度
逸度定义的出发点是化学势与理想气体的压强的关系。
根据热力学基本方程：
定温下对压强从参考态压强（1 巴）开始作定积分：
对于理想气体有
整理后，得：
上式给出了理想气体等温过程中化学势与压强的关系。
对于实际气体，因为上述状态方程式計算複雜，上述定積分難於處理計算，因此引入逸度的概念，逸度為修正因子，从而将实际气体的化学势表达式与理想气体统一起来。
一般把上式作为逸度的定义式，也可以明确地将{\displaystyle f}解出：